# Уилям Уилбърфорс
Уилям Уилбърфорс (на английски: William Wilberforce; 24 август 1759 – 29 юли 1833) е британски политик, филантроп и противник на търговията с роби.

## Биография
Роден е в Кингстън ъпон Хъл, Йоркшър. Започва своята политическа кариера през 1780 г. и става независим член на Парламента от Йоркшър (1784 – 1812). През 1785 г. приема евангелизма, което води до големи промени в неговия живот и загрижеността му за реформа. През 1787 г. влиза в контакт с Томас Кларксън и група активисти против търговията с роби, включваща Гранвил Шарп, Хана Мор и лорд Чарлс Мидълтън. Те убеждават Уилбърфорс да поеме каузата на аболиционизма и не след дълго той става един от водещите английски аболиционисти. Уилбърфорс води парламентарна кампания срещу британската търговия с роби до приемането на Закона за търговията с роби.
Уилбърфорс е убеден във важността и силата на религията, морала и образованието. Оглавява каузи и кампании като Общество за потискане на покварата, британска мисионерска работа в Индия, създаването на свободна колония в Сиера Леоне, създаването на Църковно мисионерско общество и Обществото за предотвратяване жестокостта към животните. Неговият подразбиращ се консерватизъм води до подкрепата му на политически и обществени потиснически закони. Това от своя страна води до критика към него, че игнорира несправедливостта в своята страна, докато води кампании за чуждоземните роби.
В късните си години Уилбърфорс подкрепя кампанията за напълно отменяне на робството и продължава своето участие след 1826 г., когато се отказва от мястото си парламента по здравословни причини. Тази кампания води до приеманането на Закон за премахване на робството (1833), който освобождава робите в по-голямата част от Британската империя. Уилбърфорс умира три дни след като научава, че законът със сигурност ще бъде приет от парламента. Той е погребан в Уестминстърското абатство, близо до своя приятел Уилям Пит-младши.